# 태평양
태평양(太平洋, 영어: Pacific Ocean)은 지구의 다섯 대양 구분 중 가장 크고 깊은 대양이다. 북쪽으로는 북극해에서 남쪽으로는 남극해, 또는 정의에 따라서는 남극까지 뻗어 있으며, 서쪽으로는 아시아와 오스트레일리아 대륙, 동쪽으로는 아메리카 대륙과 경계를 이룬다.
면적은 165,250,000 km2 (남극 경계를 포함한 정의)로, 세계 해양 및 수권 중에서 가장 크며, 지구 수면의 약 46%와 지구 전체 표면적의 약 32%를 차지한다. 이는 지구 전체 육지 면적(148,000,000 km2)보다 크다. 물의 반구와 서반구의 중심, 그리고 해양 도달불능극 모두 태평양에 있다. 해양 순환(코리올리 효과로 인해 발생)은 태평양을 적도에서 만나는 두 개의 거의 독립적인 수역으로 나눈다. 이는 북태평양과 남태평양(또는 더 느슨하게 남해라고 부름)라고 가리킨다. 또한 태평양은 날짜 변경선을 기준으로 비공식적으로 동태평양과 서태평양으로 나눌 수 있으며, 이는 다시 북아메리카 연안의 북동태평양, 남아메리카 연안의 남동태평양, 극동/태평양 아시아 연안의 북서태평양, 오세아니아 주변의 남서태평양의 네 개 사분면으로 나눌 수 있다.
태평양의 평균 깊이는 4,000 m이다. 북서태평양에 있는 마리아나 해구의 챌린저 해연은 세계에서 가장 깊은 지점으로, 깊이가 10,928 m에 달한다. 태평양에는 또한 남반구에서 가장 깊은 지점인 통가 해구의 호라이즌 해연이 깊이 10,823 m로 있다. 지구에서 세 번째로 깊은 지점인 사이레나 해연도 마리아나 해구에 있다. 태평양은 열대 기후를 가진 주요 및 소규모 태평양 섬을 둘러싸고 있어 온도가 31°C까지 올라갈 수 있는 가장 따뜻한 바다이다.
서태평양에는 필리핀해, 남중국해, 동중국해, 동해, 오호츠크해, 베링해, 알래스카만, 칼리포르니아만, 그라우 해, 태즈먼해, 산호해 등 많은 주요 연해가 있다.

## 어원
16세기 초, 스페인 탐험가 바스코 누녜스 데 발보아는 1513년에 파나마 지협을 건너 거대한 "남해"를 발견하고 이를 "남쪽 바다"(스페인어: Mar del Sur 마르델수르[*])라고 명명했다. 이후 이 대양의 현재 이름은 포르투갈 탐험가 페르디난드 마젤란이 1521년 스페인의 세계 세계 일주 중 이 바다에 도달했을 때 순풍을 만나게 되면서 지어졌다. 그는 이 바다를 포르투갈어로 '평화로운 바다'를 의미하는 마르 파시피쿠라고 불렀다.

## 역사

### 선사 시대
아시아, 오스트레일리아 및 아메리카 대륙 전역에 걸쳐 25,000개 이상의 크고 작은 섬이 태평양 표면 위로 솟아 있다. 여러 섬은 수천 년 동안 휴면 상태였던 과거 활화산의 껍데기였다. 적도 근처에는 광활한 푸른 바다 없이, 해산이 중앙 석호를 둘러싼 고리 모양으로 배열된 작은 산호초 섬이 오랜 시간 동안 형성된 환초들이 점점이 흩어져 있다.

### 초기 이주

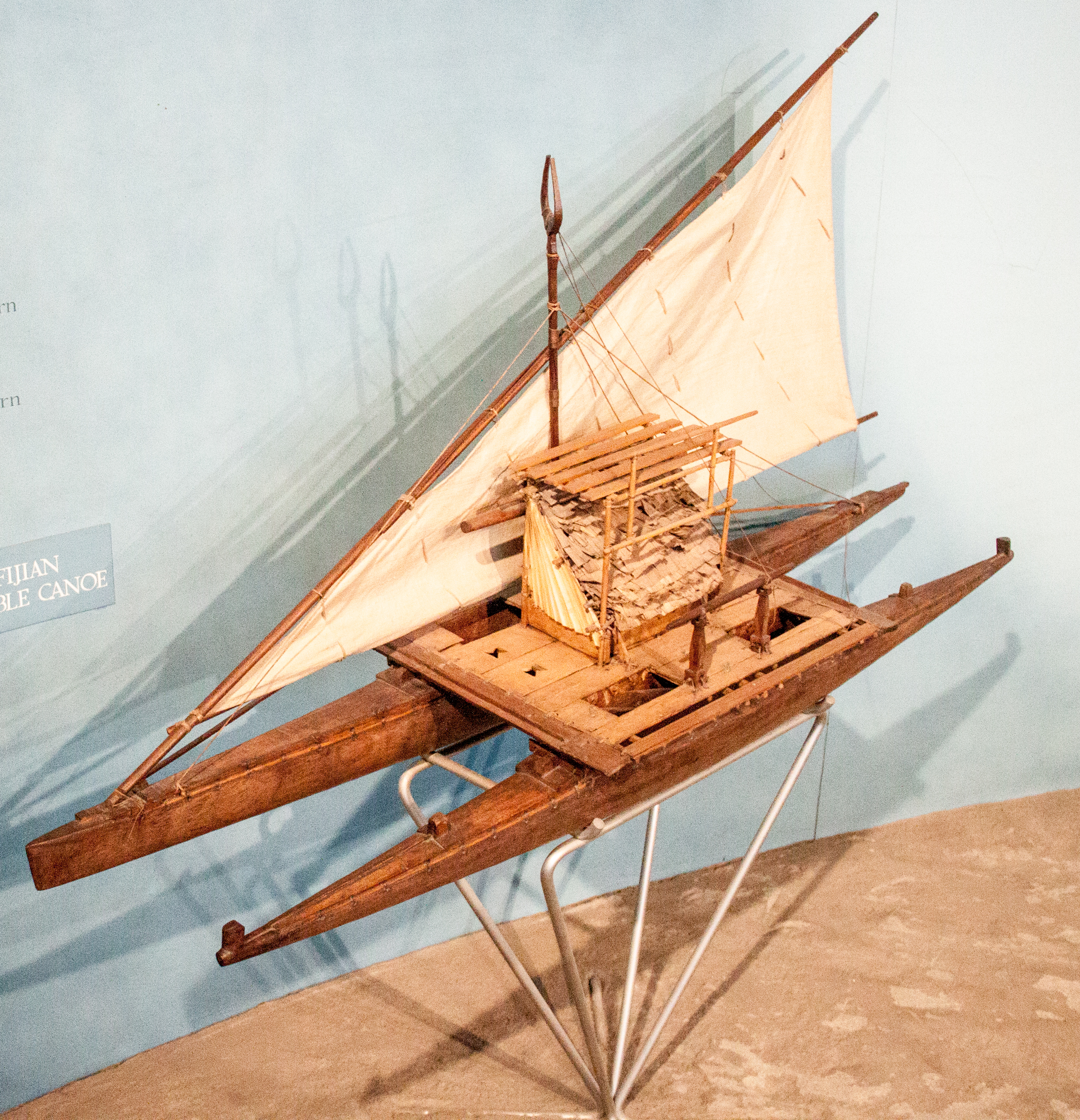
피지의 드루아 모형. 이중 카누(카타마란) 선체와 게발톱 돛을 가진 오스트로네시아 선박의 한 예

선사 시대 태평양에서 중요한 인구 이동이 발생했다. 현대 인류는 약 6만 년에서 7만 년 전 구석기 시대에 서태평양에 처음 도달했다. 아프리카를 벗어난 남부 해안을 통한 인류 이동에서 기원하여, 이 선주민은 순다랜드와 사훌 사이의 최소 80 km 해상 통과를 통해 동아시아, 인도차이나반도, 필리핀, 뉴기니섬을 거쳐 호주에 도달했다. 이들 집단이 어떤 수준의 해양 기술을 사용했는지는 확실히 알려져 있지 않다. 아마도 어떤 종류의 돛을 장착했을 수도 있는 큰 대나무 뗏목을 사용했을 것으로 추정된다. 기원전 5만 8천 년 이후 사훌로의 횡단을 위한 순풍이 감소한 것은 오스트레일리아 정착 시기와 일치하며, 선사 시대에는 더 이상의 이동이 없었다. 해양 동남아시아에 거주하던 선오스트로네시아인의 항해 능력은 기원전 3만 2천 년에 부카에, 기원전 2만 5천 년에 마누스에 정착한 것으로 확인된다. 각각 180 km와 230 km의 항해가 관련되어 있다.
이러한 이주민의 후손은 오늘날 네그리토족, 멜라네시아인, 오스트레일리아 원주민이다. 이들의 해양 동남아시아, 해안 뉴기니섬, 섬 멜라네시아 인구는 나중에 타이완과 북부 필리핀에서 온 오스트로네시아족 정착민과, 또한 그 이전에 오스트로아시아어족과 관련된 집단과 상호 결혼하여 현대의 섬 동남아시아와 오세아니아 민족이 되었다.

오스트로네시아족의 태평양 전역 확산 지도

나중에 해상으로 이동한 것은 신석기 시대 오스트로네시아족의 오스트로네시아족의 확장이다. 오스트로네시아족은 기원전  3000c.~1500년경 타이완 섬에서 기원했다. 이들은 독특한 해양 항해 기술(특히 아웃리거 카누, 카타마란, 노예 카누, 게발톱 돛)과 관련이 있다. 이 기술들의 점진적인 발전은 나중에 근거리 및 원거리 오세아니아 정착 단계와 관련이 있었을 가능성이 높다. 기원전 2200년경부터 오스트로네시아족은 필리핀에 정착하기 위해 남쪽으로 항해했다. 아마도 비스마르크 제도에서 서태평양을 건너 기원전 1500년에는 마리아나 제도에, 기원전 1000년에는 팔라우와 야프섬에 도달했다. 이는 원거리 오세아니아에 도달한 최초의 인류였으며, 광대한 개방 수역을 건넌 최초의 인류였다. 또한 남쪽으로 계속 확산하여 해양 동남아시아의 나머지 지역에 정착하여 기원전 1500년에는 인도네시아와 말레이시아에 도달했고, 서쪽으로 더 나아가 기원후 500년경에는 인도양의 마다가스카르와 코모로에 도달했다. 최근에는 오스트로네시아족이 이미 기원전 7000년에 필리핀에 도착하면서 더 일찍 확장되었다는 주장이 제기되었다. 인도차이나반도에서 온 오스트로아시아어족과 관련된 추가적인 초기 해양 동남아시아 이주는 이미 기원전 15000년에 일어났을 것으로 추정된다.
기원전 1300년에서 1200년경, 라피타 문화로 알려진 오스트로네시아족 이주의 한 지류가 비스마르크 제도, 솔로몬 제도, 바누아투, 피지, 누벨칼레도니에 도달했다. 그곳에서 기원전 900년에서 800년경까지 통가와 사모아에 정착했다. 일부는 또한 기원전 200년에 북쪽으로 역이주하여 동부 미크로네시아 제도(카롤라인 제도, 마셜 제도, 키리바시 포함)에 정착하여 이 지역의 초기 오스트로네시아족 이주민과 섞였다. 이는 기원후 700년경까지 폴리네시아로의 오스트로네시아족 확장의 가장 먼 범위로 남아 있었으며, 이때 섬 탐험이 다시 활발해졌다. 그들은 기원후 700년까지 쿡 제도, 타히티섬, 마르키즈 제도에 도달했고, 기원후 900년까지 하와이에, 기원후 1000년까지 이스터섬에, 그리고 마침내 기원후 1200년까지 뉴질랜드에 도달했다. 오스트로네시아족은 아메리카까지 도달했을 수도 있지만, 이에 대한 증거는 아직 확실하지 않다.

### 유럽인의 탐험

발트제뮐러 지도로도 알려진 1507년의 우니베르살리스 코스모그라피아는 두 개의 다른 대양을 구분하는 아메리카 대륙을 처음으로 보여준 지도이다. 남아메리카는 일반적으로 신대륙으로 여겨졌으며, 아메리고 베스푸치의 이름을 따서 "아메리카"라는 이름이 처음으로 나타난다.

유럽 항해사들이 태평양 서쪽 끝을 처음 접촉한 것은 포르투갈 탐험가 안토니우 드 아브레우와 프란시스코 세라웅이 1512년에 소순다 열도를 거쳐 말루쿠 제도에 도달한 것이며, 1513년에는 조르즈 알바르스의 탐험대가 남중국에 도달한 것이었다. 이들은 모두 아폰수 드 알부케르크가 말라카에서 명령한 탐험이었다.
대양의 동쪽은 1513년 스페인 탐험가 바스코 누녜스 데 발보아가 파나마 지협을 가로질러 새로운 바다에 도달하며 발견했다. 그는 이 바다를 처음 관찰한 지협 해안의 남쪽에 위치했기 때문에 마르 델 수르("남해" 또는 "남쪽 바다")라고 명명했다.
1520년 항해사 페르디난드 마젤란과 그의 선원은 기록상 처음으로 태평양을 횡단했다. 그들은 결국 최초의 세계 세계 일주를 이룬 스페인 향신료 제도 탐험대의 일원이었다. 마젤란은 혼곶 근처의 폭풍우가 몰아치는 바다를 항해한 후 잔잔한 물을 발견했기 때문에 이 바다를 Pacífico(또는 "평화로운"을 의미하는 "태평양")라고 불렀다. 이 바다는 18세기까지 종종 그를 기려 마젤란해라고 불렸다. 마젤란은 1521년 3월 괌에 정박하기 전에 한 태평양 무인도에 잠시 들렀다. 마젤란 자신은 1521년 필리핀에서 사망했지만, 스페인 항해사 후안 세바스티안 엘카노가 나머지 탐험대를 이끌고 인도양을 건너 희망봉을 돌아 스페인으로 돌아와 1522년에 최초의 세계 일주를 완료했다. 1525년에서 1527년 사이에 몰루카 제도의 동쪽을 항해하며, 포르투갈 탐험대는 캐롤라인 제도, 아루 제도, 파푸아뉴기니를 발견했다. 1542년에서 1543년에는 포르투갈인이 일본에 도달하기도 했다.
1564년, 미겔 로페스 데 레가스피가 이끄는 스페인 선박 5척에 379명의 병사가 멕시코에서 태평양을 건너 필리핀과 마리아나 제도를 식민지화했다. 16세기 나머지 기간 스페인은 멕시코와 페루에서 태평양을 건너 괌을 경유하여 필리핀으로 항해하는 선박을 통해 군사 및 상업 통제권을 유지하며 스페인령 동인도를 설립했다. 마닐라 갈레온은 2세기 반 동안 운영되었으며, 마닐라와 아카풀코를 연결하는 역사상 가장 긴 무역로 중 하나였다. 스페인 탐험대는 또한 남태평양의 투발루, 마르키즈 제도, 쿡 제도, 솔로몬 제도, 바누아투, 마셜 제도 및 애드미럴티 제도에 도달했다.
이후, "위대한 남쪽 땅"인 테라 아우스트랄리스를 찾아 17세기 스페인 탐험은 포르투갈 항해사 페드루 페르난데스 지 케이로스가 이끈 탐험과 같이 핏케언 제도와 바누아투 군도에 도달했으며, 오스트레일리아와 뉴기니 사이의 토레스 해협을 항해했는데 이 해협은 항해사 루이스 바스 지 토레스의 이름을 따서 명명되었다. 아프리카 남단을 항해한 네덜란드 탐험가도 탐험과 무역에 참여했다. 빌렘 얀스존은 1606년에 케이프요크반도에서 오스트레일리아에 처음으로 완전히 문서화된 유럽인의 상륙을 기록했고, 아벌 타스만은 1642년에 오스트레일리아 대륙 해안의 일부를 일주하고 상륙했으며, 태즈메이니아주와 뉴질랜드에 도달했다.
16세기와 17세기에 스페인은 태평양을 다른 해군 세력에게는 폐쇄된 바다인 폐쇄 해역으로 간주했다. 대서양에서 알려진 유일한 입구인 마젤란 해협은 때때로 비스페인 선박의 진입을 막기 위해 파견된 함대가 순찰했다. 태평양 서쪽에서는 네덜란드인이 스페인령 필리핀을 위협했다.
18세기는 비투스 베링이 이끄는 러시아의 알래스카 및 알류샨 열도에 대한 대규모 탐험(예: 제1차 캄차카 탐험 및 대북방 탐험)의 시작을 알렸다. 스페인도 태평양 북서부로 탐험대를 보내 남부 캐나다의 밴쿠버섬과 알래스카에 도달했다. 프랑스는 폴리네시아를 탐험하고 식민지화했으며, 영국은 제임스 쿡과 함께 세 차례에 걸쳐 남태평양과 오스트레일리아, 하와이, 북미 태평양 북서부를 항해했다. 1768년, 루이 앙투안 드 부갱빌의 탐험 항해에 동행한 젊은 천문학자 피에르 앙투안 베롱은 역사상 처음으로 태평양의 너비를 정확하게 측정했다. 최초의 과학 탐험 항해 중 하나는 1789년에서 1794년까지 스페인이 주관한 말라스피나 탐험이었다. 이 탐험은 혼곶에서 알래스카, 괌과 필리핀, 뉴질랜드, 오스트레일리아, 남태평양에 이르는 광대한 태평양 지역을 항해했다.

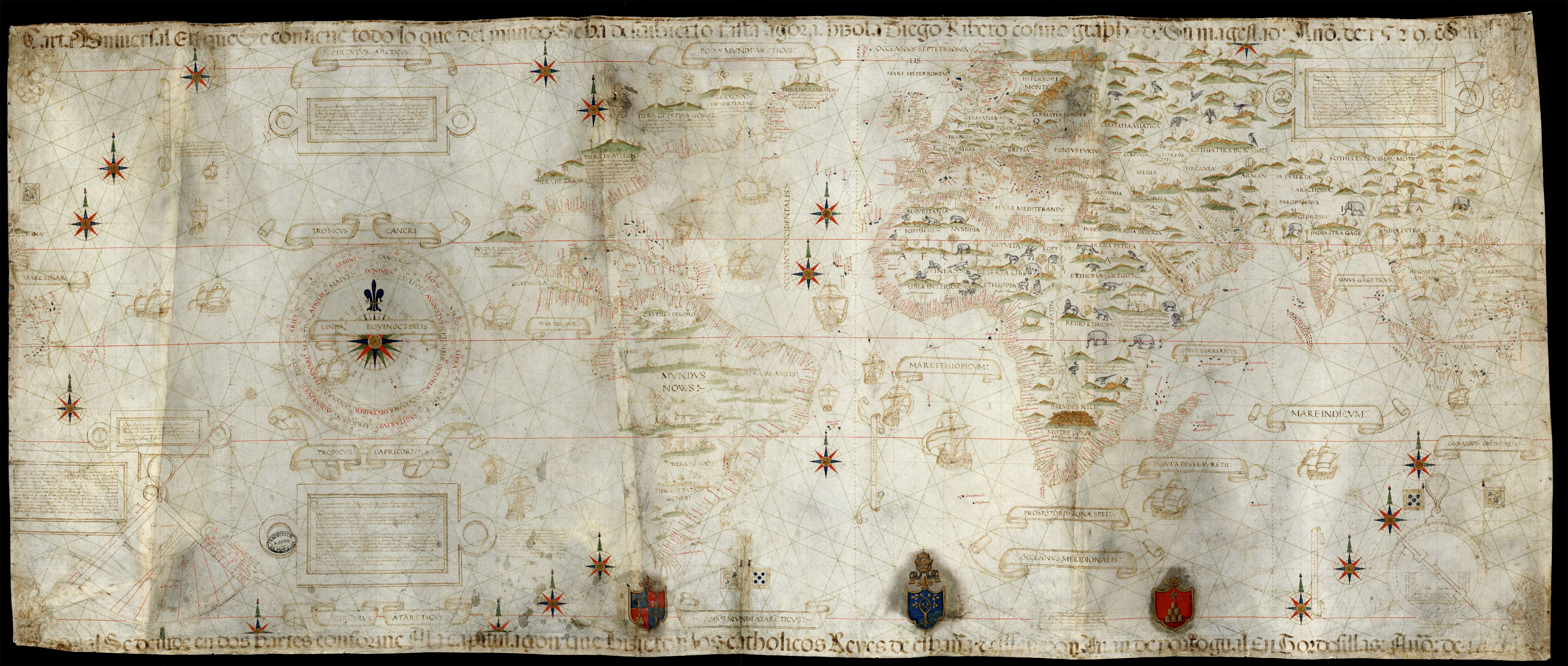
1529년에 제작된 디오고 히베이루 지도는 태평양을 거의 실제 크기로 처음 보여주었다.
유럽 탐험 시기의 태평양 지도, 약 1754년.
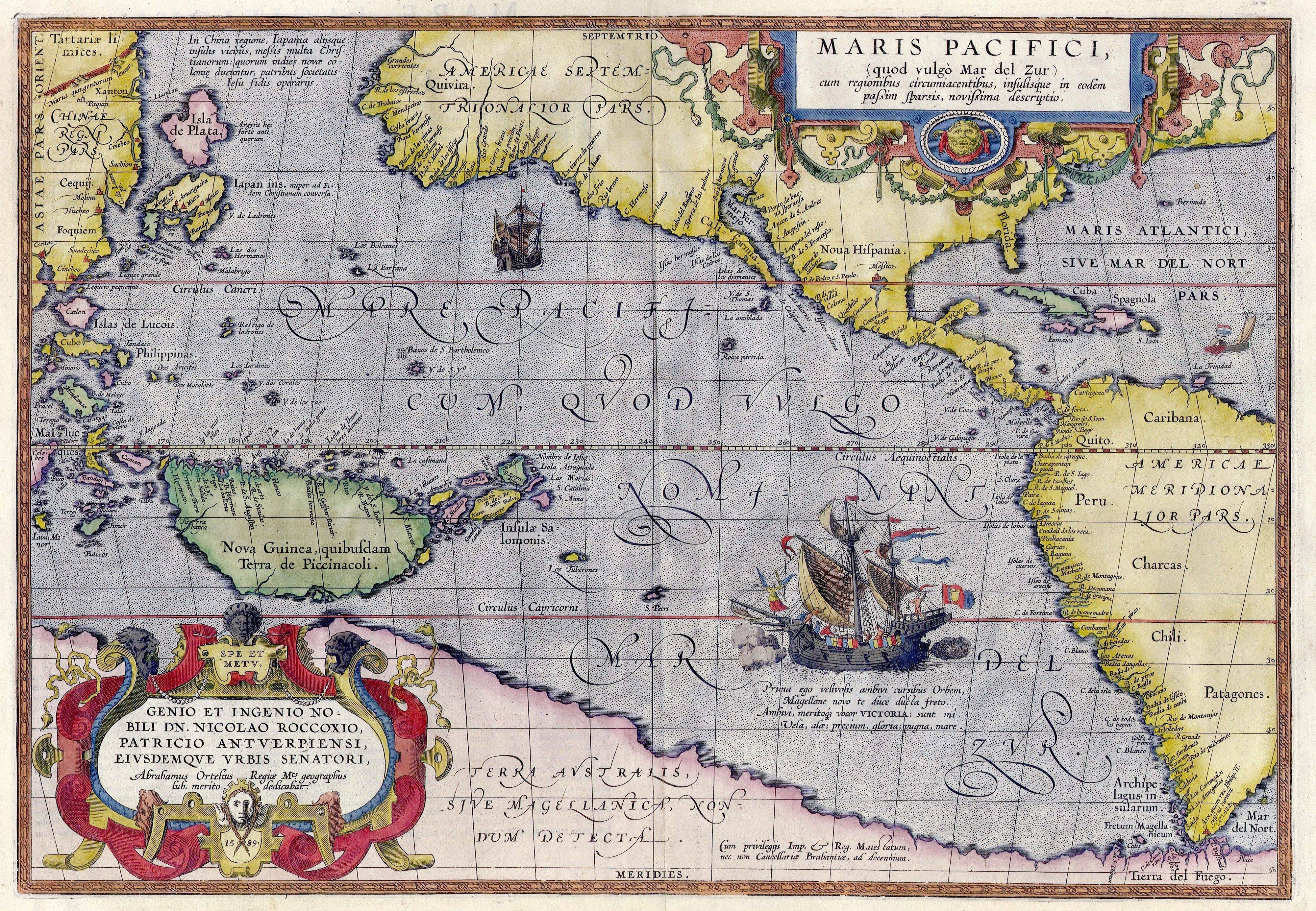
오르텔리우스의 마리스 파키피키 (1589년). 태평양을 보여주는 최초의 인쇄된 지도 중 하나
유럽 탐험 시기의 태평양 지도, 약 1702–1707년

### 신제국주의

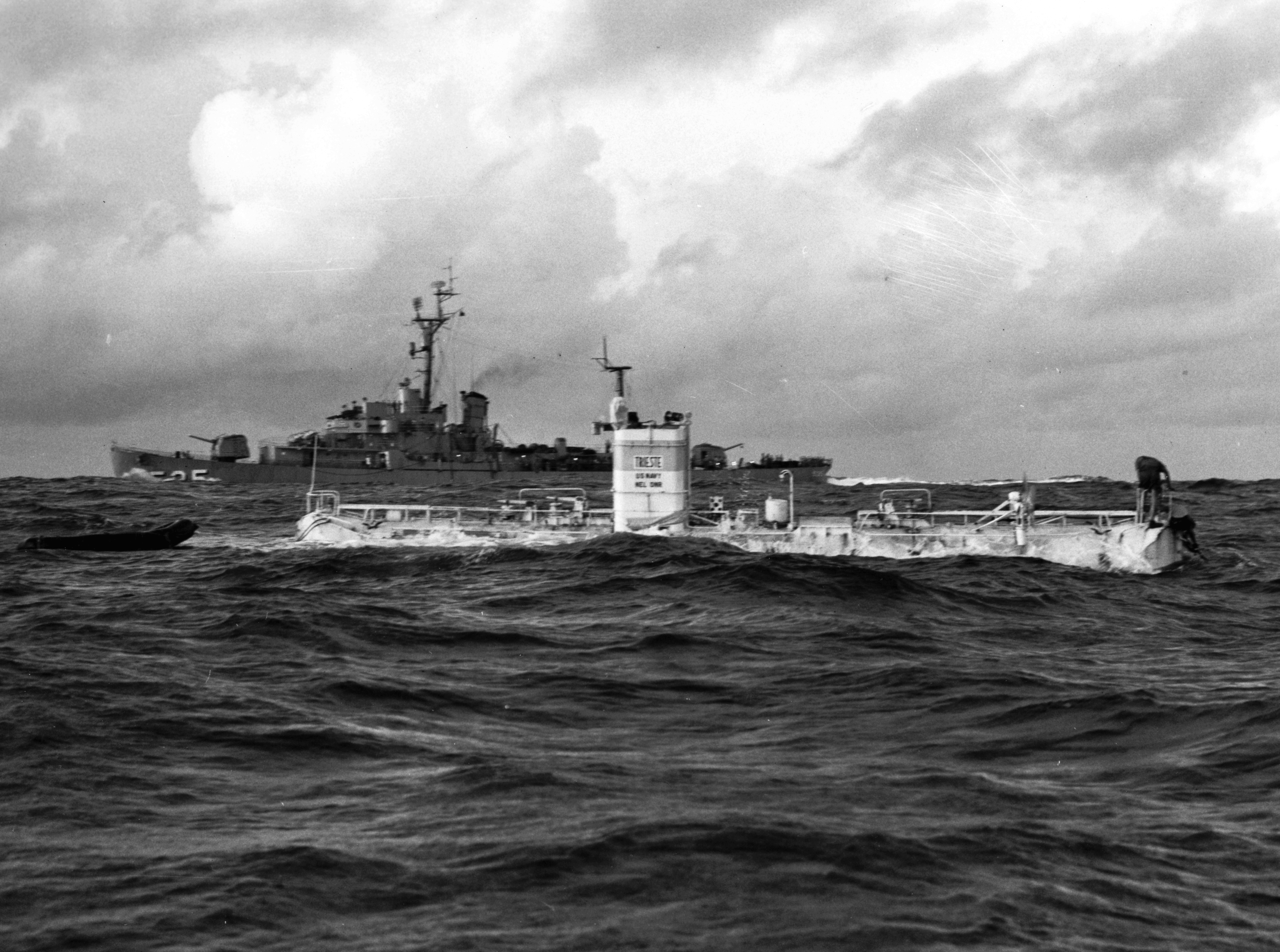
1960년 1월 23일, 마리아나 해구 바닥으로 기록적인 잠수를 하기 전의 바티스카프 트리에스테

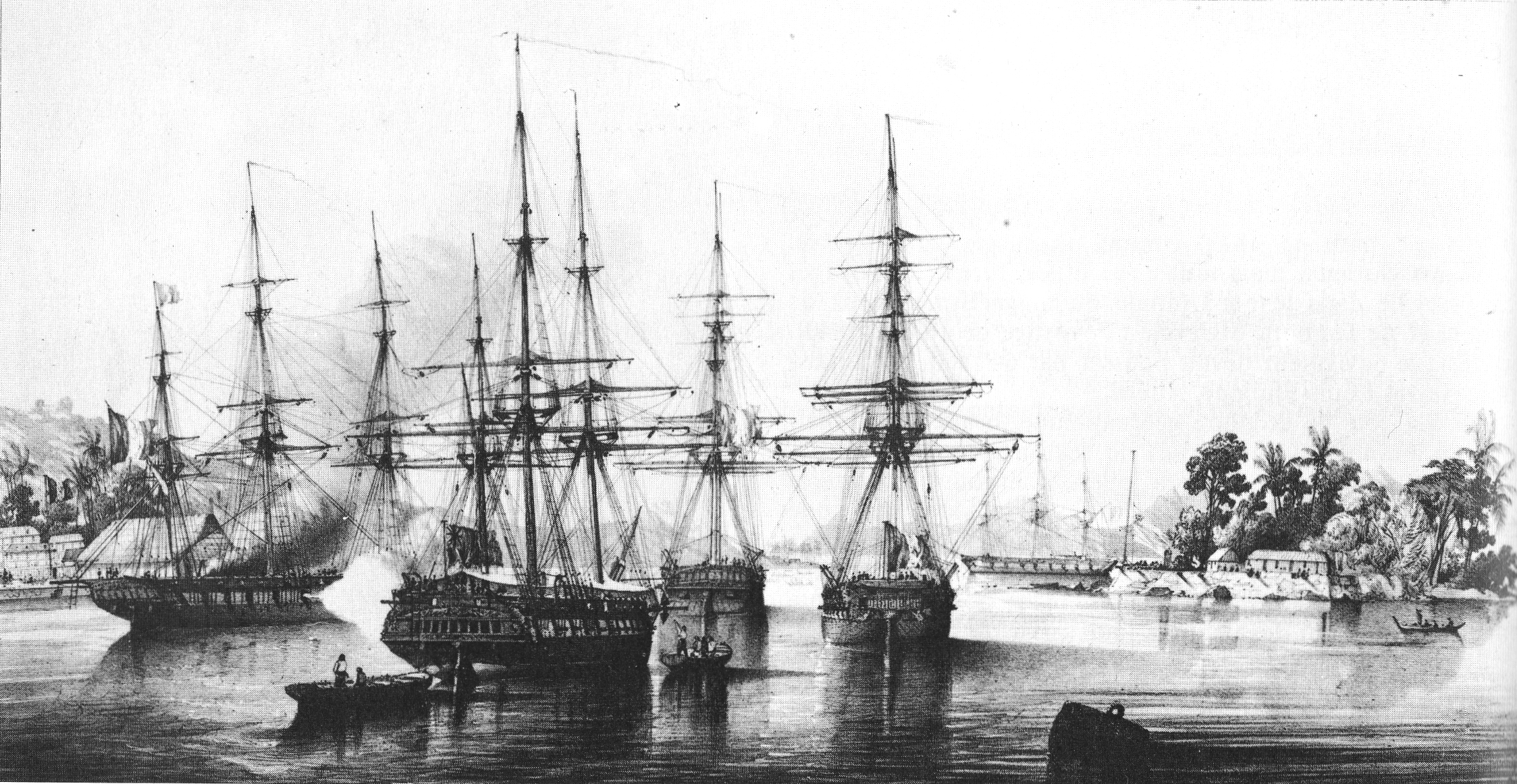
1842년 9월 9일, 아벨 오베르 뒤 프티투아르가 타히티섬을 장악하는 모습

19세기 동안 증가하는 제국주의는 유럽 강대국, 나중에는 일본과 미국의 오세아니아 대부분 점령으로 이어졌다. 해양학 지식에 대한 중요한 기여는 1830년대 찰스 다윈이 탑승한 HMS 비글의 항해,, 1870년대 HMS 챌린저 탐험, USS 터스카로라 (1873–76) 원정, 독일의 가젤 (1874–76)의 항해로 이루어졌다.
오세아니아에서 프랑스는 1842년에 타히티섬을, 1853년에는 누벨칼레도니를 보호령으로 삼으면서 제국주의 세력으로 선도적인 위치를 확보했다. 1875년과 1887년에 이스터섬을 방문한 칠레 해군 장교 폴리카르포 토로는 1888년에 섬을 칠레에 편입시키는 협상을 원주민 라파누이족과 진행했다. 이스터섬을 점령함으로써 칠레는 제국주의 국가 대열에 합류했다.(p. 53) 1900년까지 거의 모든 태평양 섬은 영국, 프랑스, 미국, 독일, 일본, 칠레의 통제 아래 있었다.
미국이 1898년에 스페인으로부터 괌과 필리핀을 장악했지만, 일본은 1914년까지 서태평양의 대부분을 통제했고 태평양 전쟁 중 다른 많은 섬을 점령했다. 그러나 전쟁이 끝날 무렵 일본은 패배했고 미국 태평양 함대가 사실상 태평양의 주인이 되었다. 일본이 통치하던 북마리아나 제도는 미국의 통제 아래 들어왔다. 제2차 세계 대전이 끝난 이후, 태평양의 많은 옛 식민지들은 독립 국가가 되었다.

## 지리

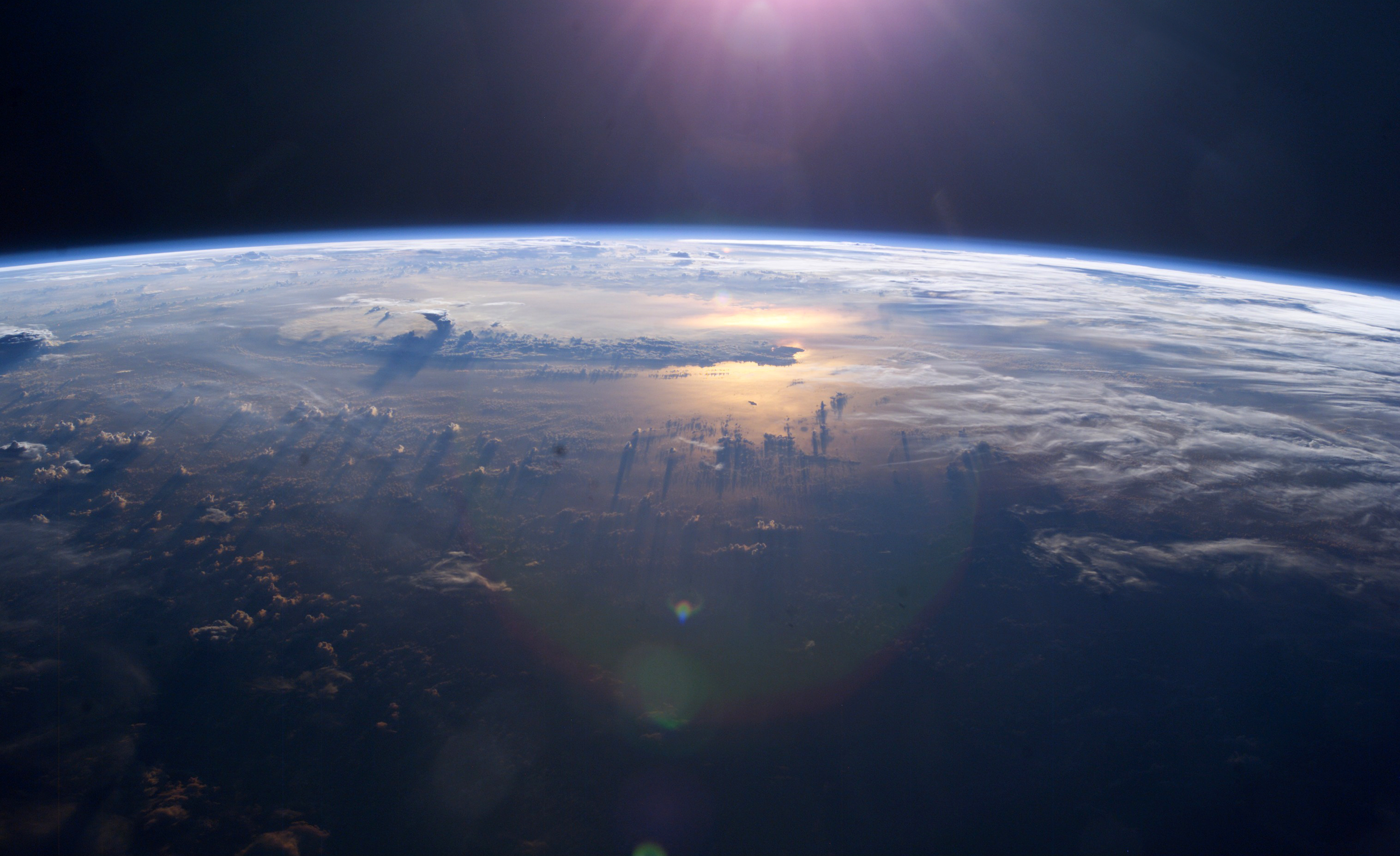
국제우주정거장에서 본 태평양 일몰. 적란운의 꼭대기도 보인다.

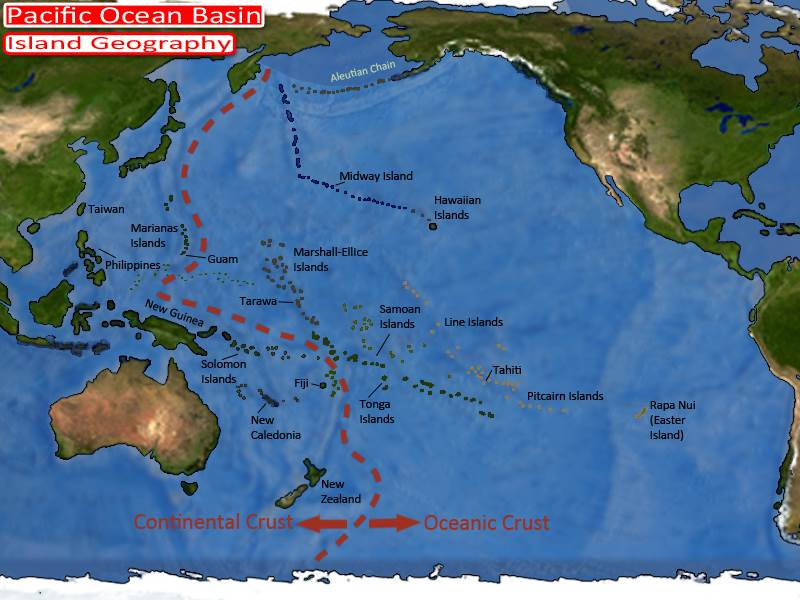
태평양 분지의 섬 지형

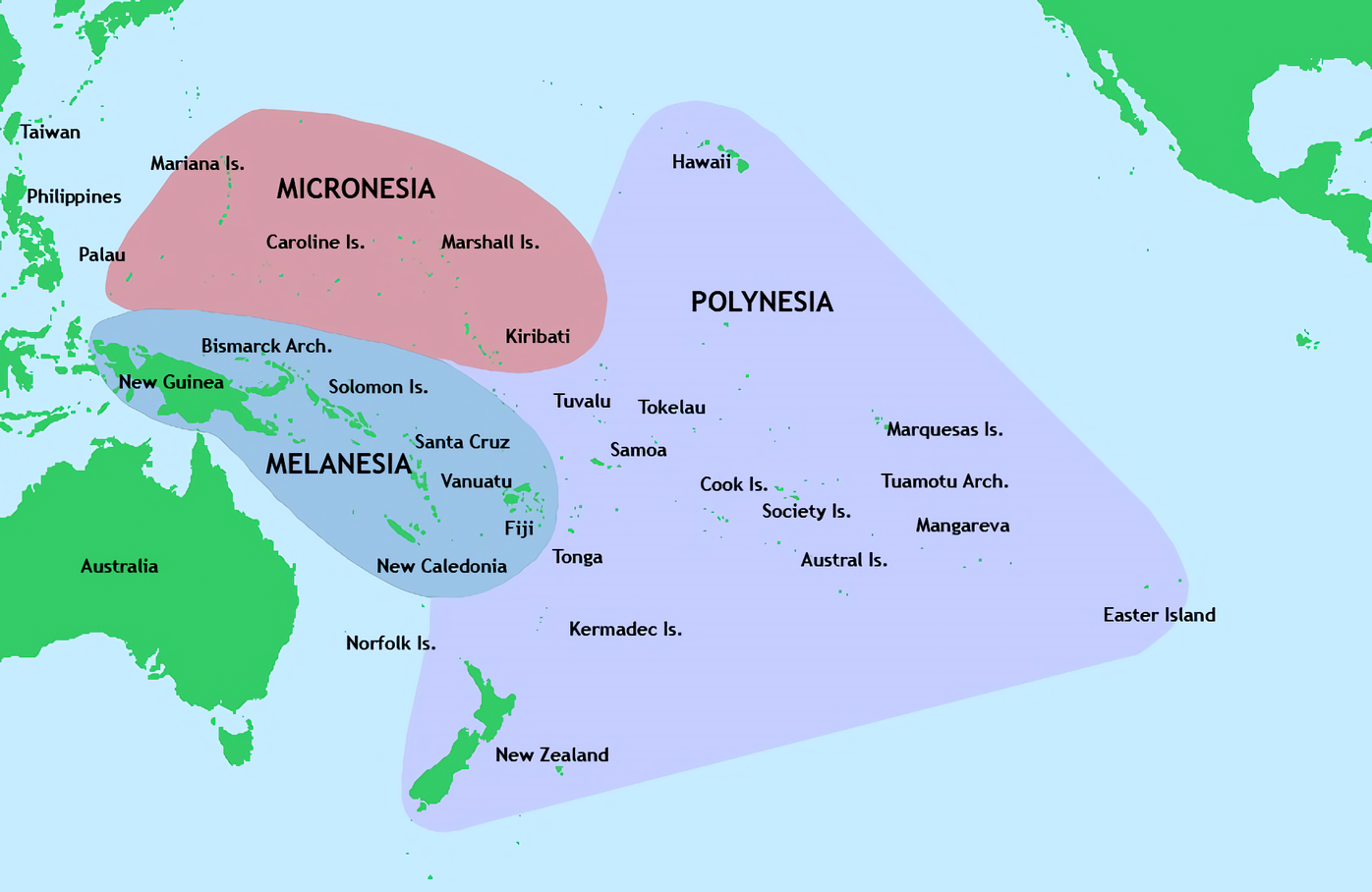
태평양 섬의 세 가지 주요 문화 지역인 미크로네시아, 멜라네시아, 폴리네시아

태평양은 아시아와 오스트레일리아를 아메리카와 나눈다. 태평양은 적도를 기준으로 북쪽(북태평양)과 남쪽(남태평양) 부분으로 더 세분할 수 있다. 태평양은 남쪽의 남극 지역에서 북쪽의 북극까지 뻗어 있다. 태평양은 지구 표면의 약 3분의 1을 차지하며, 면적은 1억 6천 5백 2십만 km2로 지구 전체 육지 면적(1억 5천만 km2)을 합친 것보다 넓다.
북극의 베링해에서 남위 60°의 환극 남극해 북쪽 경계까지 약 15,500 km 뻗어 있으며(옛 정의는 남극의 로스해까지 뻗어 있음), 가장 긴 동서 너비는 북위 5°에서 인도네시아에서 콜롬비아 해안까지 약 19,800 km에 달한다. 이는 지구 둘레의 절반에 해당하며 달 지름의 5배 이상이다. 지리적 중심은 동부 키리바시의 키리티마티섬 남쪽, 스타벅섬 바로 서쪽의 남위 4° 58′ 서경 158° 45′ / 남위 4.97°  서경 158.75° 에 있다. 지구에서 가장 깊은 지점인 마리아나 해구는 해수면 아래 10,911 m에 있다. 평균 깊이는 4,280 m로, 총 수량은 약 710,000,000 km3 (170,000,000 cu mi)이다.
판 구조론의 영향으로 태평양은 현재 세 면에서 연간 약 2.5 cm씩 줄어들고 있으며, 이는 연평균 약 0.52 km2에 해당한다. 반대로 대서양은 크기가 커지고 있다.
태평양의 불규칙한 서쪽 가장자리를 따라 많은 바다가 놓여 있는데, 이 중 가장 큰 바다는 술라웨시해, 산호해, 동중국해, 필리핀해, 동해, 남중국해, 술루해, 태즈먼해, 황해이다. 인도네시아 수로 (믈라카 해협과 토레스 해협 포함)는 서쪽에서 태평양과 인도양을 연결하며, 드레이크 해협과 마젤란 해협은 동쪽에서 태평양과 대서양을 연결한다. 북쪽으로는 베링 해협이 태평양과 북극해를 연결한다.
태평양은 경도 180도를 가로지르기 때문에 서태평양(아시아 근처의 서부 태평양)은 동반구에 있고 동태평양(아메리카 근처의 동부 태평양)은 서반구에 있다.
남태평양에는 오스트레일리아 남쪽에서 태평양-남극 해령 (남극점 북쪽)으로 이어져 다른 해령 (남아메리카 남쪽)과 합쳐져 동태평양 해팽을 형성하며, 이는 또한 후안 데 푸카 해령을 내려다보는 다른 해령 (북아메리카 남쪽)과 연결되는 동남인도양 해령이 있다.
마젤란이 마젤란 해협에서 필리핀까지 항해하는 대부분의 동안, 탐험가는 실제로 태평양을 평화롭게 느꼈다. 그러나 태평양은 항상 평화롭지는 않다. 많은 열대 저기압이 태평양의 섬을 강타한다. 환태평양 주변의 땅은 화산으로 가득하며 종종 지진의 영향을 받는다. 해저 지진으로 인한 지진해일은 많은 섬을 황폐화시켰고, 어떤 경우에는 도시 전체를 파괴하기도 했다.
1507년 마르틴 발트제뮐러 지도는 두 개의 다른 바다를 구분하는 아메리카 대륙을 처음으로 보여주었다. 나중에 1529년 디오고 히베이루 지도는 태평양을 거의 실제 크기로 처음 보여주었다.

### 인접국

태평양의 배타적 경제 수역(EEZ) 지도

(주민이 거주하는 종속령은 별표(*)로 표시하며, 해당 주권 국가의 이름은 괄호 안에 표기한다. 뉴질랜드 왕국 내의 관련 국가는 해시 기호(#)로 표시한다.)

### 아시아 태평양
- 아메리칸사모아* (미국)
- 오스트레일리아
- 브루나이
- 캄보디아
- 중화인민공화국
- 쿡 제도 #
- 미크로네시아 연방
- 피지
- 프랑스령 폴리네시아* (프랑스)
- 괌* (미국)
- 홍콩* (중화인민공화국)
- 인도네시아
- 일본
- 키리바시
- 마카오* (중화인민공화국)
- 말레이시아
- 마셜 제도
- 나우루
- 누벨칼레도니* (프랑스)
- 뉴질랜드
- 니우에 #
- 노퍽섬* (오스트레일리아)
- 북마리아나 제도* (미국)
- 조선민주주의인민공화국
- 팔라우
- 파푸아뉴기니
- 필리핀
- 핏케언 제도* (영국)
- 러시아
- 사모아
- 싱가포르
- 솔로몬 제도
- 대한민국
- 중화민국
- 태국
- 동티모르
- 통가
- 토켈라우* (뉴질랜드)
- 투발루
- 바누아투
- 베트남
- 왈리스 푸투나* (프랑스)

### 아메리카
- 캐나다
- 칠레
- 콜롬비아
- 코스타리카
- 에콰도르
- 엘살바도르
- 과테말라
- 온두라스
- 멕시코
- 니카라과
- 파나마
- 페루
- 미국

#### 무인도
영구적인 민간인 거주 인구가 없는 영토 목록이다.
- 베이커섬 (미국)
- 클리퍼턴섬 (프랑스)
- 산호해 제도 (오스트레일리아)
- 하울랜드섬 (미국)
- 틀:나라자료 자르비스섬 (미국)
- 존스턴 환초 (미국)
- 킹먼 암초 (미국)
- 틀:나라자료 매쿼리섬 (오스트레일리아)
- 미드웨이 환초 (미국)
- 팔미라 환초 (미국)
- 웨이크섬 (미국)

### 육괴와 섬

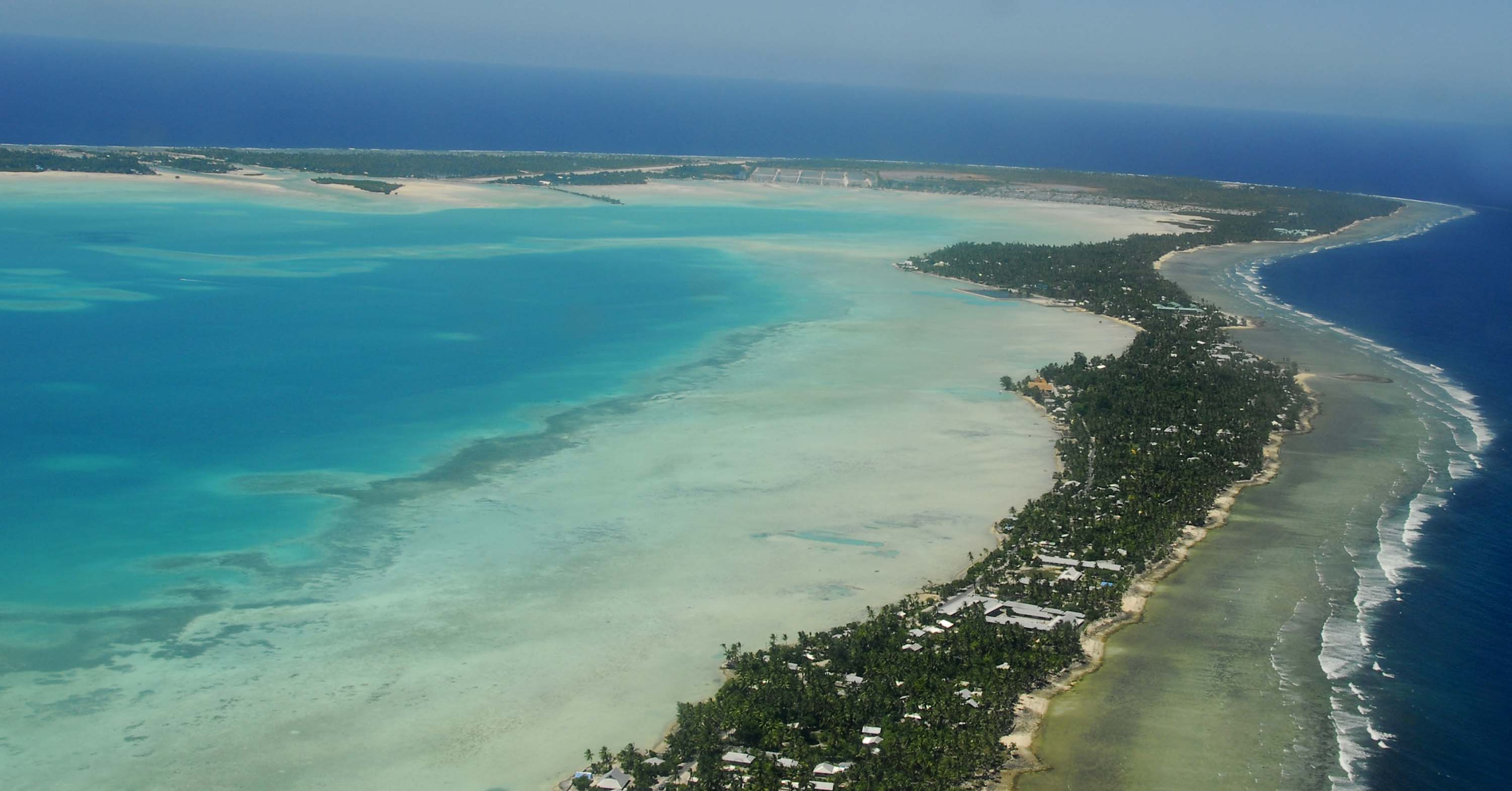
키리바시의 타라와 환초

태평양은 세계에서 가장 많은 섬을 가지고 있다. 태평양에는 약 25,000개의 섬이 있다. 태평양 안쪽에 완전히 있는 섬은 크게 미크로네시아, 멜라네시아, 폴리네시아 3가지로 나눌 수 있다. 적도 북쪽과 날짜 변경선 서쪽에 있는 미크로네시아는 북서쪽의 마리아나 제도, 중앙의 캐롤라인 제도, 동쪽의 마셜 제도 및 남동쪽의 키리바시 섬을 포함한다.
남서쪽에 있는 멜라네시아는 뉴기니섬을 포함하는데, 이는 그린란드 다음으로 세계에서 두 번째로 큰 섬이자 태평양 섬들 중 단연 가장 크다. 다른 주요 멜라네시아 섬은 북쪽에서 남쪽으로 비스마르크 제도, 솔로몬 제도, 산타크루즈 제도, 바누아투, 피지, 누벨칼레도니이다.
가장 넓은 지역인 폴리네시아는 북쪽의 하와이에서 남쪽의 뉴질랜드까지 뻗어 있으며, 서쪽으로는 투발루, 토켈라우, 사모아, 통가, 커르머덱 제도를, 중앙으로는 쿡 제도, 소시에테 제도, 오스트랄 제도를, 동쪽으로는 마르키즈 제도, 투아모투 제도, 망가레바 제도, 이스터섬을 포함한다.
태평양의 섬은 크게 대륙섬, 높은 섬, 산호초, 융기 산호대지의 네 가지 유형으로 나눌 수 있다. 대륙섬은 안산암선을 벗어나며 뉴기니, 뉴질랜드섬, 필리핀 등이 포함된다. 이 섬 중 일부는 인근 대륙과 구조적으로 관련되어 있다. 높은 섬은 화산 기원으로, 많은 섬에 활화산이 있다. 이들 중에는 부건빌섬, 하와이, 솔로몬 제도 등이 있다.
남태평양의 산호초는 해수면 아래 현무암질 용암류 위에 형성된 낮은 구조물이다. 가장 극적인 곳 중 하나는 오스트레일리아 북동부 해안의 그레이트배리어리프로, 산호초 지대가 사슬처럼 이어진다. 산호로 형성된 두 번째 섬 유형은 융기 산호대지로, 일반적으로 낮은 산호섬보다 약간 더 크다. 예를 들면 바나바섬 (구 오션섬)과 프랑스령 폴리네시아의 투아모투 군도에 있는 마카테아섬이 있다.

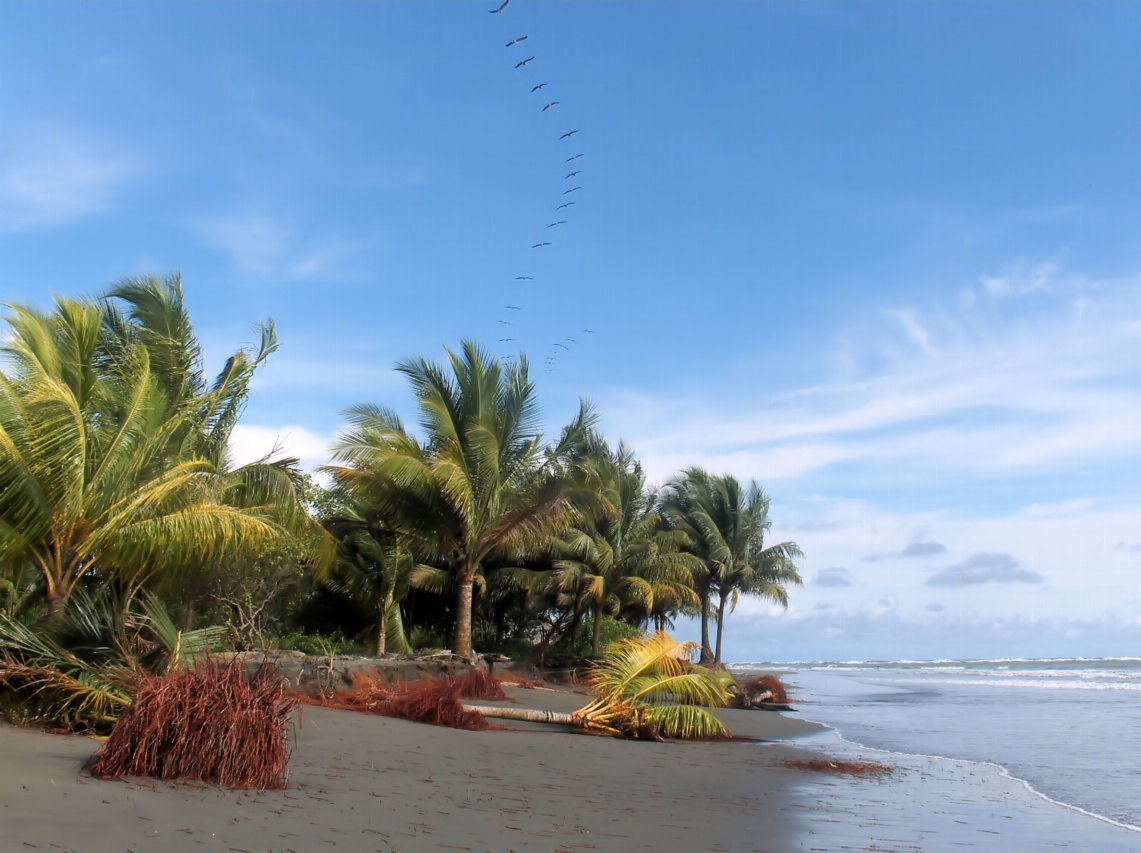
콜롬비아 초코 자연 지역 해안의 라드리예로스 해변
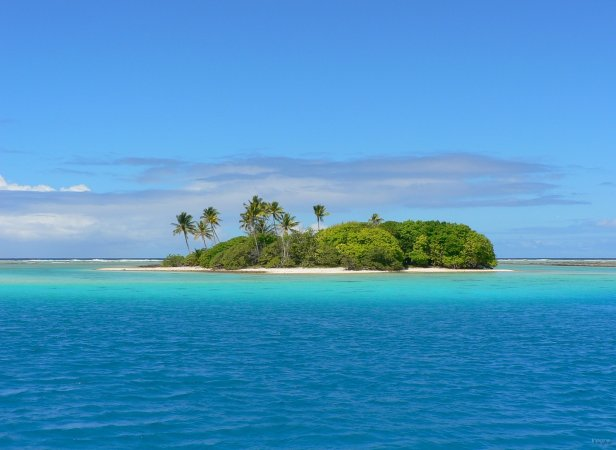
프랑스령 폴리네시아 타후나 마루 섬
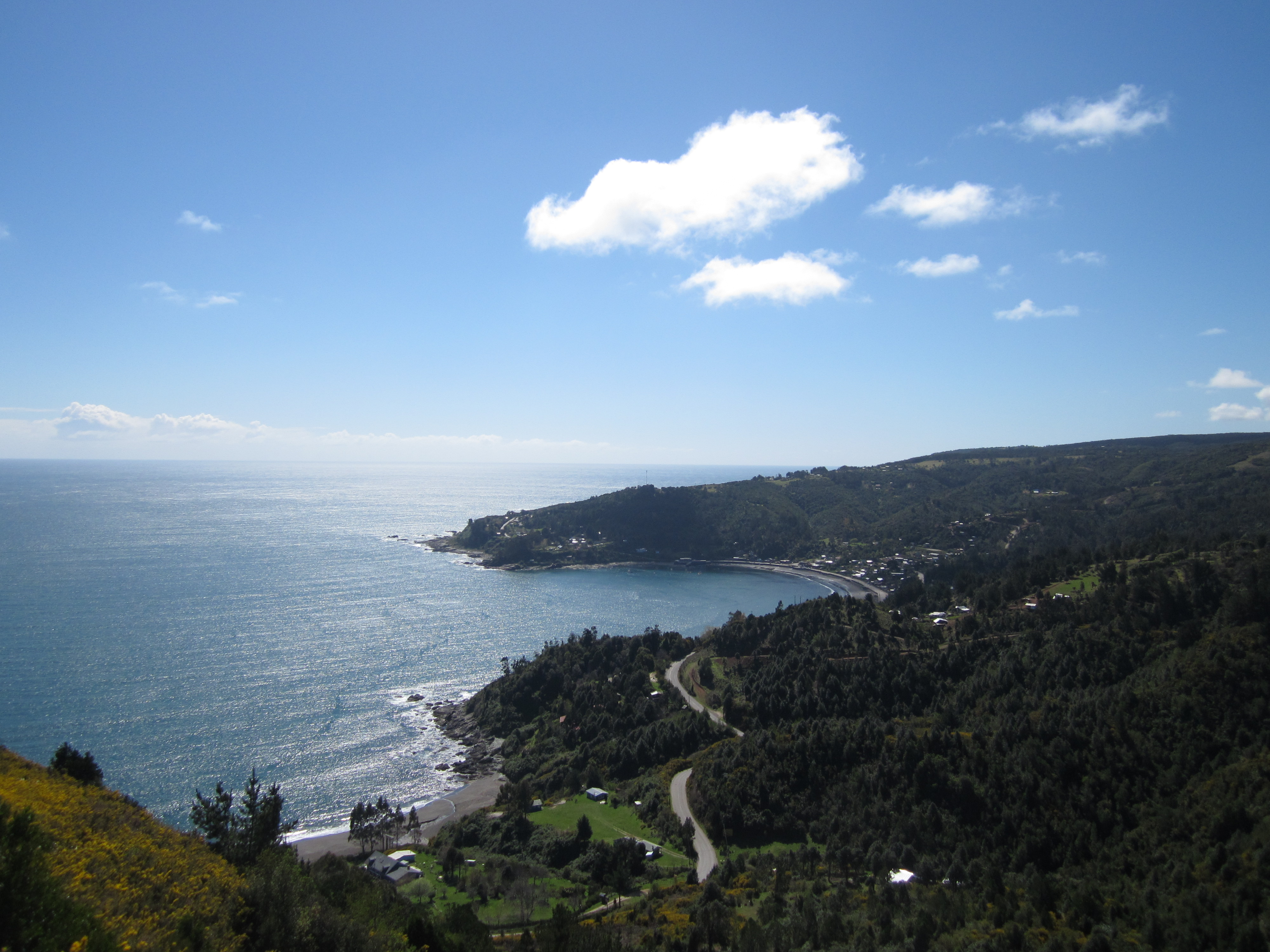
칠레 남부 해안의 로스 몰리노스

## 수역 특징

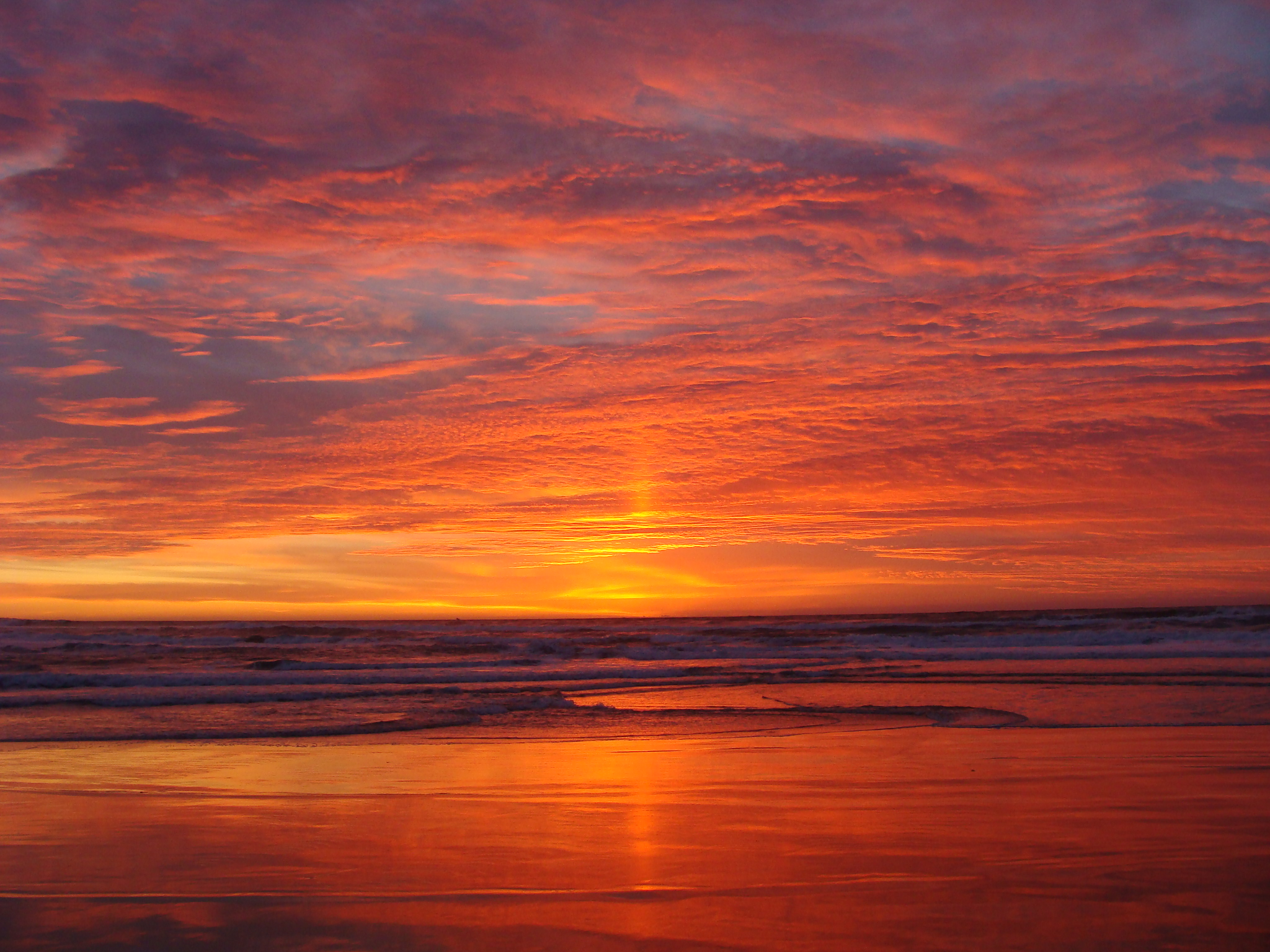
미국 몬터레이군의 일몰

태평양의 부피는 세계 해양수의 약 50.1퍼센트를 차지하며, 약 714,000,000 km3로 추정된다. 태평양의 표면 수온은 극 지역의 해수 결빙점인 -1.4 °C에서 적도 근처의 약 30 °C까지 다양하게 나타날 수 있다. 염분 또한 위도에 따라 달라지며, 남동쪽 지역에서 최대 37‰에 달한다. 적도 부근의 물은 염분이 34‰까지 낮을 수 있는데, 이는 연중 풍부한 적도 강수량 때문이다. 32‰ 미만의 가장 낮은 염도는 이러한 추운 지역에서 해수 증발이 덜 일어나기 때문에 멀리 북쪽에서 발견된다. 태평양 해수의 움직임은 일반적으로 북반구에서는 시계 방향(북태평양 환류)이고 남반구에서는 반시계 방향이다. 무역풍의 영향으로 북위 15°를 따라 서쪽으로 흐르는 북적도 해류는 필리핀 근처에서 북쪽으로 꺾여 따뜻한 일본 또는 쿠로시오 해류가 된다.
북위 45° 부근에서 동쪽으로 꺾인 쿠로시오 해류는 두 갈래로 나뉘어 일부는 알류샨 해류로 북쪽으로 흐르고, 나머지는 남쪽으로 꺾여 북적도 해류와 다시 합류한다. 알류샨 해류는 북아메리카에 접근하면서 갈라져 베링해에서 반시계 방향 순환의 기초를 형성한다. 그 남쪽 지류는 차갑고 느린 남향의 캘리포니아 해류가 된다. 적도를 따라 서쪽으로 흐르는 남적도 해류는 뉴기니섬 동쪽에서 남쪽으로 꺾여 남위 50° 부근에서 동쪽으로 꺾여 지구를 일주하는 남극순환류를 포함하는 남태평양의 주요 서향 순환에 합류한다. 칠레 해안에 접근하면서 남적도 해류는 나뉘어 한 갈래는 혼곶을 돌아 흐르고 다른 갈래는 북쪽으로 꺾여 페루 또는 훔볼트 해류를 형성한다.

## 기후

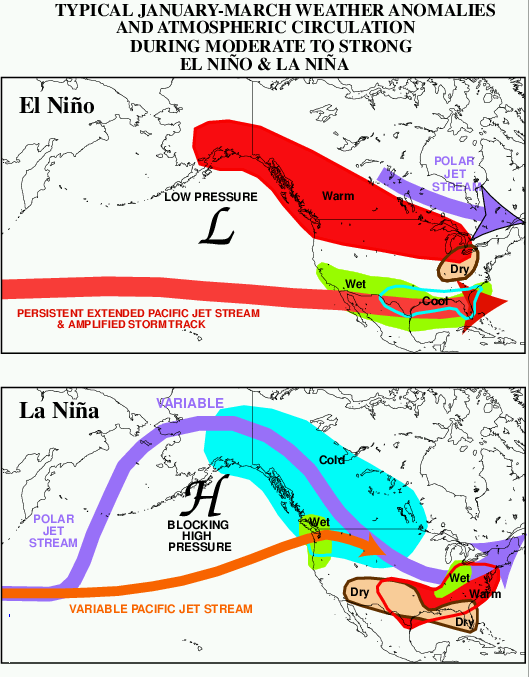
엘니뇨와 라니냐가 북아메리카에 미치는 영향

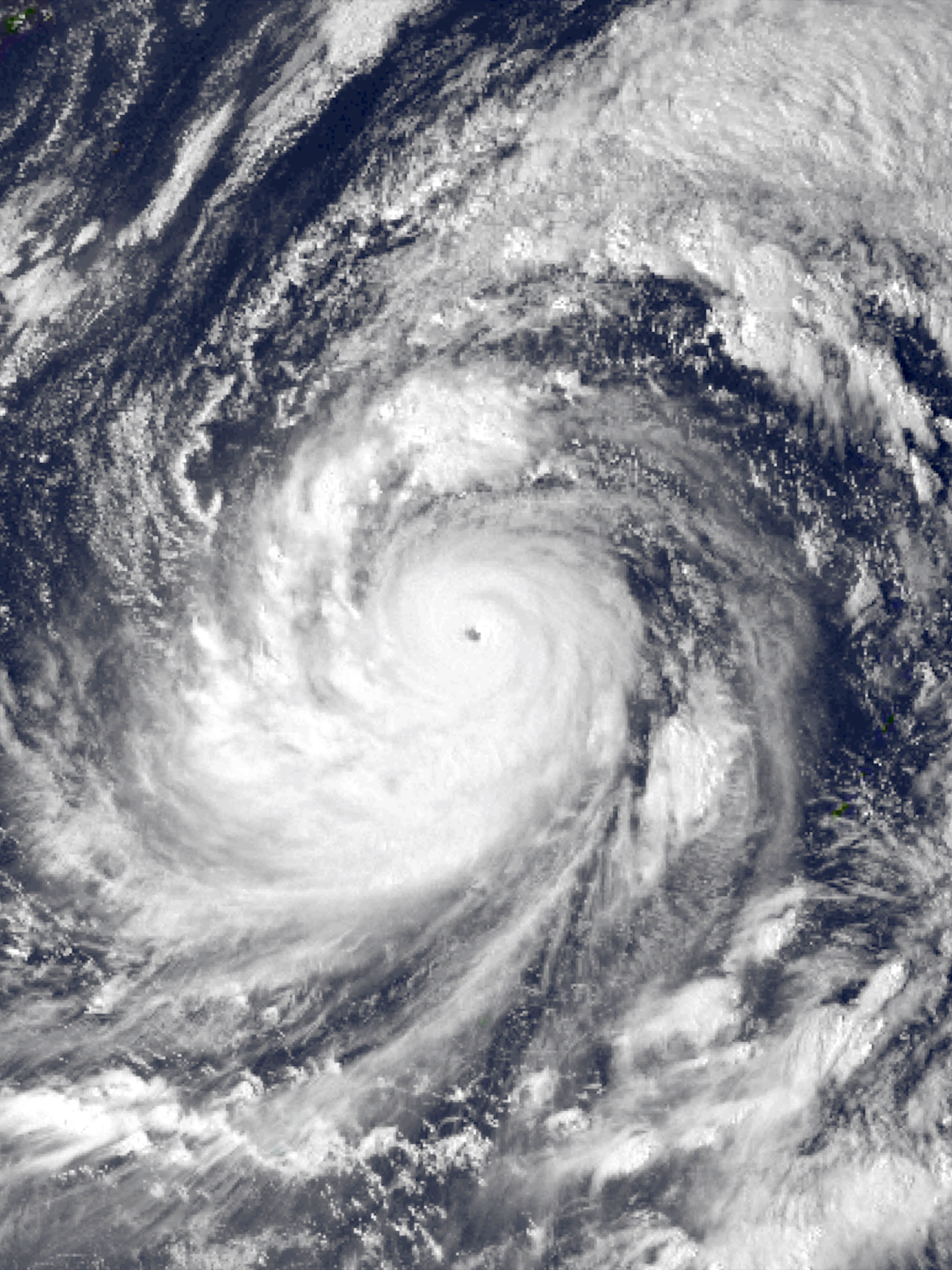
1979년 10월 12일, 전 세계적으로 최고 강도에 달한 태풍 팁

북반구와 남반구의 기후 패턴은 일반적으로 서로에게 영향을 준다. 남태평양과 동태평양의 무역풍은 놀랍도록 안정적인 반면, 북태평양의 기후 조건은 훨씬 더 다양하여, 예를 들어 러시아 동해안의 추운 겨울 기온은 해류의 선호 흐름으로 인해 겨울철 브리티시컬럼비아주 연안의 온화한 날씨와 대조된다.
열대 및 아열대 태평양에서는 엘니뇨-남방 진동 (ENSO)이 날씨 조건에 영향을 미친다. ENSO의 단계를 결정하기 위해 하와이 남동쪽 약 3,000 km 지역의 최근 3개월 해수의 온도 평균을 계산하고, 이 지역이 해당 기간 동안 정상보다 0.5 C° 이상 높거나 낮으면 엘니뇨 또는 라니냐가 진행 중인 것으로 간주된다.
열대 서태평양에서는 여름철의 계절풍 및 관련 우기가 겨울철에 아시아 대륙에서 바다 위로 불어오는 건조한 바람과 대조된다. 전 세계적으로 열대 저기압 활동은 고층 온도와 해수면 온도의 차이가 가장 큰 늦여름에 정점에 달한다. 그러나 각 특정 분지는 자체적인 계절 패턴을 가지고 있다. 전 세계적으로 5월이 가장 활동이 적은 달이며, 9월이 가장 활동이 많은 달이다. 11월은 모든 열대 저기압 분지가 활동하는 유일한 달이다. 태평양은 북서태평양과 동태평양이라는 두 개의 가장 활동적인 열대 저기압 분지가 있다. 태평양 허리케인은 멕시코 남부에서 형성되어 6월에서 10월 사이에 때때로 멕시코 서부 해안과 가끔 미국 남서부를 강타하며, 북서 태평양에서 형성되는 태풍은 5월에서 12월까지 동남아시아와 동아시아로 이동한다. 열대 저기압은 남태평양 분지에서도 형성되며, 때때로 섬 국가에 영향을 미친다.
북극에서는 10월부터 5월까지의 결빙이 선박 운항에 위험을 초래할 수 있으며, 6월부터 12월까지는 지속적인 안개가 발생한다. 알래스카만의 기후학적 저기압은 겨울철에 남부 해안을 습하고 온화하게 유지한다. 중위도 내의 편서풍과 관련 제트류는 특히 남반구에서 열대와 남극 간의 온도 차이로 인해 매우 강할 수 있으며, 남극은 지구상에서 가장 낮은 기온을 기록한다. 남반구에서는 제트류를 따라 움직이는 온대 저기압과 관련된 폭풍우와 흐린 날씨 때문에 편서풍을 위도에 따라 "포효하는 40도", "분노하는 50도", "비명 지르는 60도"라고 부르는 것이 일반적이다.

## 지질

환태평양 조산대; 태평양은 많은 화산과 해구로 둘러싸여 있다. 이 지도는 북아메리카 서해안 일부를 따라 위치한 캐스케이디아 섭입대를 보여주지 않는데, 그 해구는 퇴적물에 완전히 묻혀 있다.

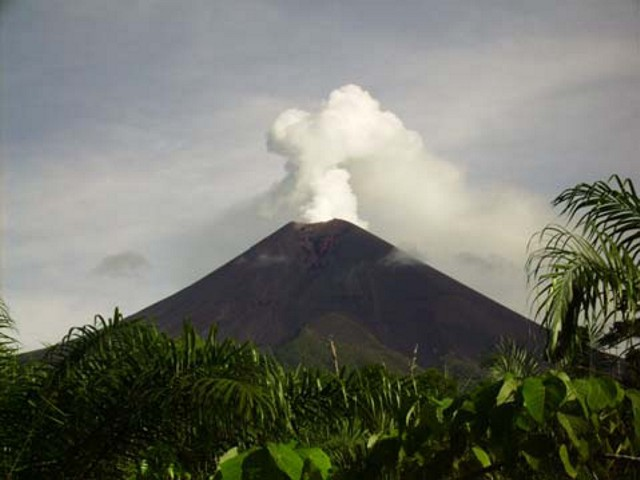
파푸아뉴기니 뉴브리튼섬의 울라운산에 있는 성층 화산

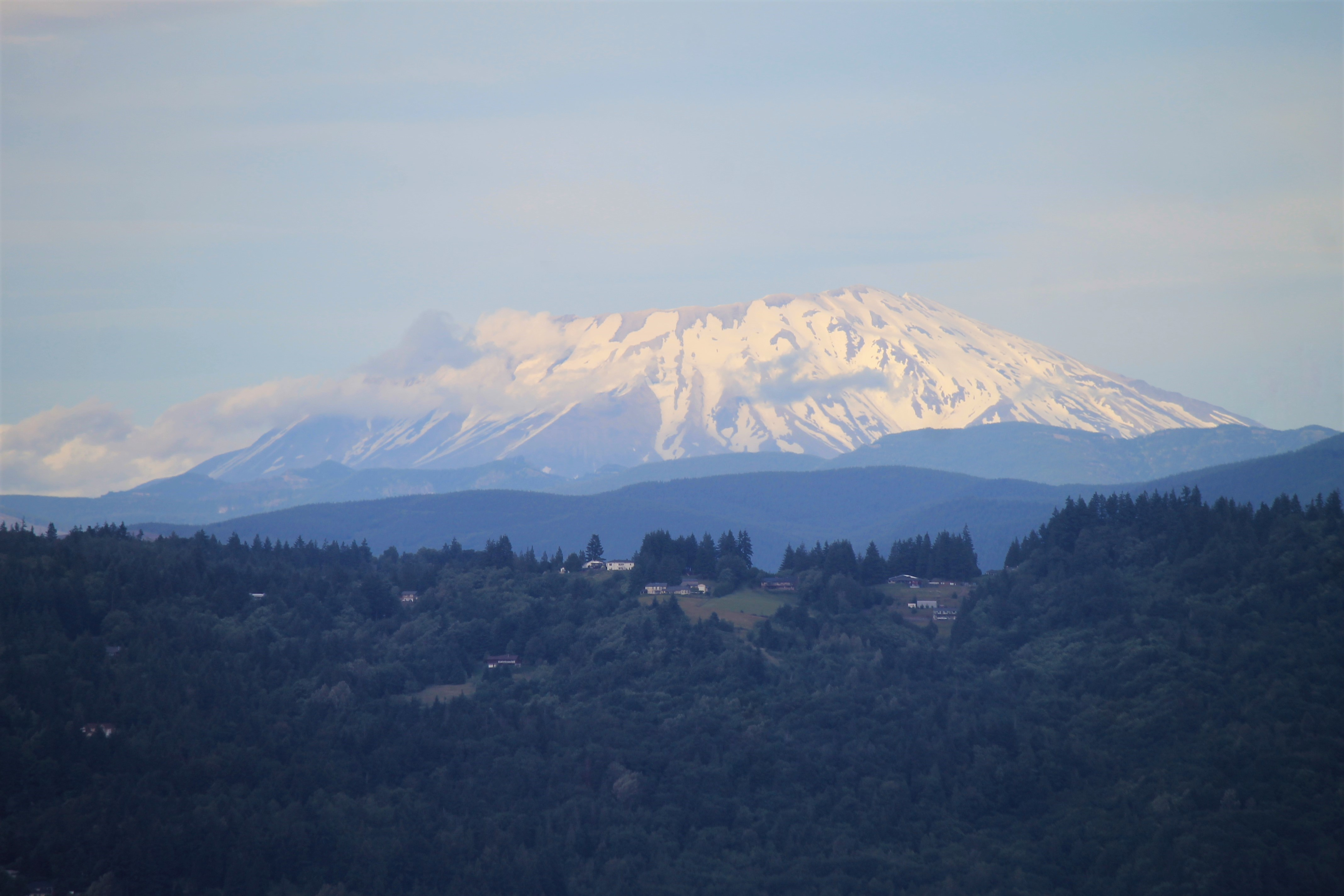
2020년 미국 스카마니아군의 세인트헬렌스산

태평양은 아브라함 오르텔리우스가 처음 지도에 그렸으며, 그는 페르디난드 마젤란이 1519년부터 1522년까지의 세계 일주 동안 "평화로운 바다"라고 묘사한 것을 따라 마리스 파시피시(Maris Pacifici)라고 불렀다. 마젤란에게는 대서양보다 훨씬 잔잔해 보였기 때문이다.
안산암선은 태평양에서 가장 중요한 지역적 구분이다. 암석학적 경계인 이 선은 중앙 태평양 분지의 더 깊은 고철질 화성암을 그 가장자리에 부분적으로 잠겨 있는 규장질 화성암의 대륙 지역과 분리한다. 안산암선은 캘리포니아 해안 섬들의 서쪽 가장자리를 따라가며 알류샨 열도의 동쪽 가장자리를 따라 캄차카반도, 쿠릴 열도, 일본, 마리아나 제도, 솔로몬 제도, 뉴질랜드의 북섬 남쪽을 지난다.
상이한 특징은 안데스산맥 아메리카 산계의 서쪽 가장자리를 따라 북동쪽으로 계속되어 남아메리카를 따라 멕시코로 이어지며, 다시 캘리포니아 해안 섬으로 돌아온다. 인도네시아, 필리핀, 일본, 뉴기니, 뉴질랜드는 안산암선 외부에 있다.
안산암선의 닫힌 고리 내에는 태평양 분지의 특징인 대부분의 깊은 해구, 잠수 화산, 해양 화산섬이 있다. 여기서는 현무암질 용암이 열극에서 부드럽게 흘러나와 거대한 돔형 화산을 형성하고, 그 침식된 정상부는 섬 호, 사슬, 군도를 이룬다. 안산암선 외부에서는 화산 활동이 폭발성 유형이며, 태평양 환태평양 조산대는 세계에서 가장 중요한 폭발성 화산 활동대이다. 환태평양 조산대는 여러 섭입대 위에 위치한 수백 개의 활화산의 이름을 따서 명명되었다.
태평양은 대부분이 섭입대로 둘러싸인 유일한 대양이다. 북미 해안의 중앙 부분과 남극 및 호주 해안만이 근처에 섭입대가 없다.

### 지질학적 역사
태평양은 7억 5천만 년 전 로디니아의 해체로 탄생했지만, 일반적으로 약 2억 년 전 판게아가 해체될 때까지는 판탈라사해라고 불린다. 가장 오래된 태평양 해저는 겨우 약 1억 8천만 년 정도 되었으며, 이보다 더 오래된 지각은 현재 섭입되어 지구 아래 지하로 들어갔다.

### 해산열
태평양에는 열점 화산 활동으로 형성된 여러 긴 해산열이 있다. 여기에는 하와이-엠페러 해저산열과 루이스빌 해령 등이 있다.

## 경제
태평양의 광물 자원 개발은 바다의 깊이 때문에 어렵다. 오스트레일리아와 뉴질랜드 연안 대륙붕의 얕은 바다에서는 석유와 천연가스가 추출되고, 오스트레일리아, 일본, 파푸아뉴기니, 니카라과, 파나마, 필리핀 연안에서는 진주가 채취되지만, 일부 지역에서는 생산량이 급격히 감소하고 있다.

### 어업
물고기는 태평양에서 중요한 경제적 자산이다. 대륙의 얕은 해안선 수역과 더 온화한 섬들에서는 청어, 연어, 정어리, 금색돔, 황새치, 다랑어뿐만 아니라 개류도 잡힌다. 남획은 일부 지역에서 심각한 문제가 되었다. 남획은 어족 자원의 고갈과 어장 폐쇄로 이어져 경제적, 생태적 피해를 초래한다. 예를 들어, 러시아 해안 오호츠크해의 풍부한 어장에서 어획량은 남획으로 인해 1990년대 이후 최소 절반으로 줄었다.

## 환경

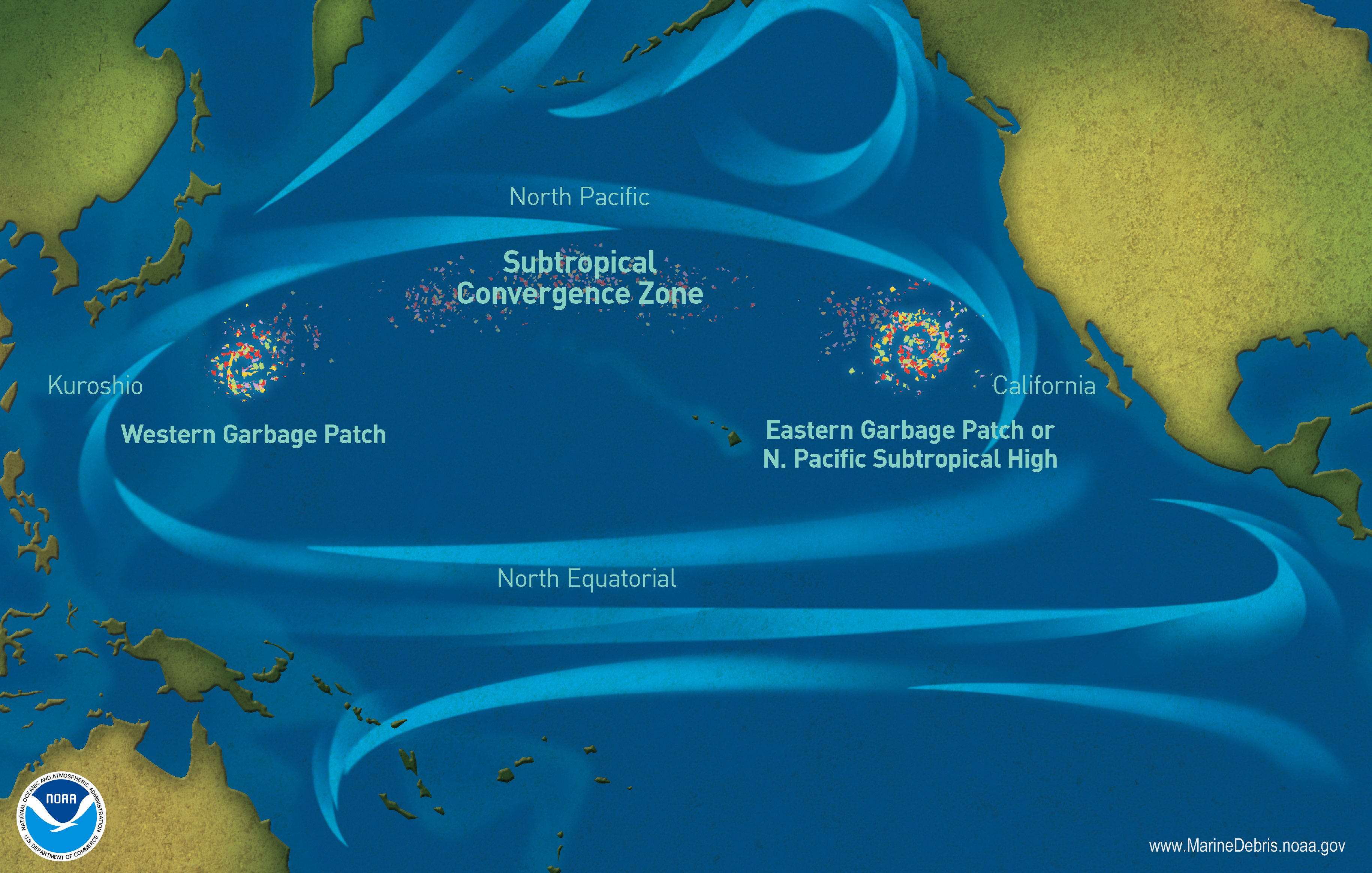
태평양 해류는 세 개의 쓰레기 섬을 만들었다.

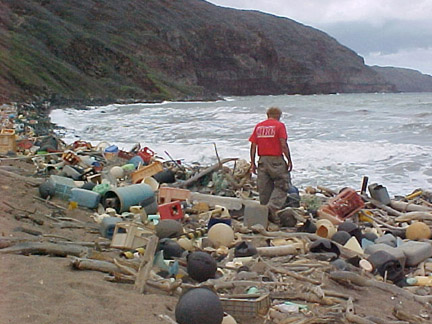
2008년 하와이 해안의 바다 쓰레기

북서 태평양은 일본과 중국과 같은 인구 밀도가 높은 국가와의 근접성 때문에 미세 플라스틱 오염에 가장 취약하다. 캘리포니아와 일본 사이에 떠다니는 작은 플라스틱 조각의 양은 1972년에서 2012년 사이에 100배 증가했다. 끊임없이 확장되는 태평양 거대 쓰레기 지대는 프랑스 면적의 3배에 달한다. 추정치에 따르면, 이 쓰레기 지대에는 8만톤의 플라스틱이 있으며 이는 총 1조 8천억 조각에 이른다.
해양 오염은 화학 물질이나 입자가 해양으로 유입되어 해를 끼치는 것을 통칭하는 용어이다. 주요 원인은 강에다가 폐기물을 버려서 처리하는 행위이다. 강은 바다로 흘러들어가며, 종종 농업에서 비료로 사용되는 화학 물질도 함께 운반한다. 물 속에 산소를 고갈시키는 화학 물질이 과도하게 존재하면 저산소증과 데드 존이 생성된다.
바다 쓰레기는 호수, 바다, 대양, 또는 수로에 떠다니게 된 인간이 만든 폐기물을 의미한다. 해양 쓰레기는 대개 환류의 중심과 해안선에 축적되어 자주 육지로 밀려오며, 이를 해변 쓰레기(beach litter)라고 부른다.
또한 태평양은 마르스 96호, 포보스 그룬트, 대기권 상층 연구 위성을 포함한 위성의 추락 장소로 사용되었다.

### 핵폐기물

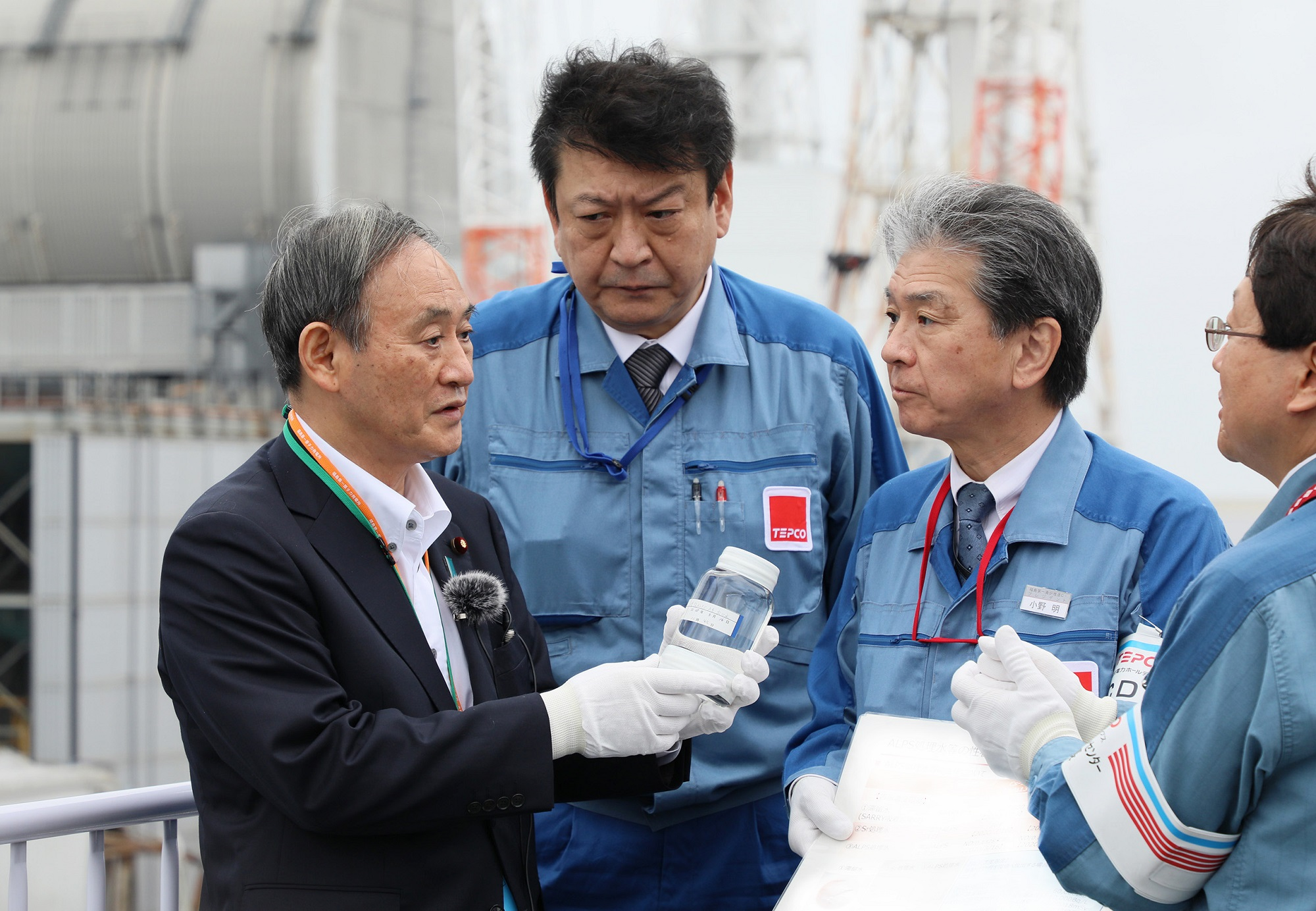
2020년, 일본 총리 스가는 손에 든 후쿠시마 원전 처리 오염수 병을 마시는 것을 거부했는데, 이 물은 태평양으로 방류될 예정이었다.

1946년부터 1958년까지 마셜 제도는 미국이 지정한 태평양 시험장으로 사용되었으며, 다양한 환초에서 총 67회의 핵무기 실험이 이루어졌다. 1965년 필리핀해 A-4 사고 때 분실된 1메가톤 폭탄을 포함하여 여러 핵무기가 태평양에 유실되었다.
2021년, 일본 내각은 후쿠시마 원전의 방사능 오염수를 30년에 걸쳐 태평양으로 방류하는 것을 승인했다. 내각은 방사능 오염수가 음용 가능한 수준으로 희석될 것이라고 결론 내렸다. 방류 외에도 후쿠시마 원전에 따르면 2011년부터 2013년까지 삼중수소 유출량은 20~40조 베크렐에 달하는 것으로 추정되었다.

### 심해 채굴
태평양에 대한 새로운 위협은 심해 채굴의 개발이다. 심해 채굴은 망간 단괴를 채굴하는 것을 목표로 하는데, 이 단괴에는 마그네슘, 니켈, 구리, 아연, 코발트와 같은 광물이 포함되어 있다. 이들 광물의 가장 큰 퇴적층은 멕시코와 하와이 사이의 클래리언 클리퍼튼 해저 단열대에 위치한 태평양에 있다.
망간 단괴의 심해 채굴은 해양에 심각한 결과를 초래하는 것으로 보인다. 이는 심해 생태계를 파괴하고 취약한 해양 서식지에 돌이킬 수 없는 피해를 줄 수 있다. 퇴적물 교란과 화학 오염은 다양한 해양 동물을 위협한다. 또한, 채굴 과정은 온실가스 배출로 이어져 기후 변화를 더욱 촉진할 수 있다. 따라서 심해 채굴을 막는 것은 해양의 장기적인 건강을 보장하는 데 중요하다.

### 주요 항구 목록
- 아카풀코
- 오클랜드
- 방콕
- 부산
- 카야오
- 세부
- 다롄
- 광저우
- 과야킬
- 하이퐁
- 호찌민
- 홍콩
- 호놀룰루
- 자카르타
- 조호르바루
- 가오슝
- 지룽
- 롱비치
- 로스앤젤레스
- 만사니요
- 마닐라
- 만타
- 멜버른
- 나고야
- 나홋카
- 오클랜드
- 오사카
- 파나마시티
- 포틀랜드
- 샌디에고
- 샌프란시스코
- 시애틀
- 상하이
- 싱가포르
- 시드니
- 톈진
- 도쿄
- 발파라이소
- 밴쿠버
- 블라디보스토크
- 요코하마

## 같이 보기
- 아시아 태평양 경제협력체
- 지구의 바다 목록 § 태평양
- 아메리카 해안별 강 목록#태평양 연안
- 태평양의 항구 목록
- 태평양 동맹
- 태평양 연안
- 태평양 표준시
- 7개의 바다
- 환태평양 경제 동반자 협정
- 태평양 전쟁 (남아메리카)
- 섀클턴 파쇄대
- 스코샤호에 의한 태평양과 남대서양 사이의 자연적 경계

## 참고 문헌
- Barkley, Richard A. (1968). 《Oceanographic Atlas of the Pacific Ocean》. Honolulu: 하와이 대학교 출판부.
- prepared by the Special Publications Division, National Geographic Society. (1985). 《Blue Horizons: Paradise Isles of the Pacific》. Washington, DC: 내셔널 지오그래픽 협회. ISBN 978-0-87044-544-6.
- Cameron, Ian (1987). 《Lost Paradise: The Exploration of the Pacific》. Topsfield, MA: Salem House. ISBN 978-0-88162-275-1.
- Couper, A.D., 편집. (1989). 《Development and Social Change in the Pacific Islands》. London: Routledge. ISBN 978-0-415-00917-1.
- Gilbert, John (1971). 《Charting the Vast Pacific》. London: Aldus. ISBN 978-0-490-00226-5.
- Igler, David (2013). 《The Great Ocean: Pacific Worlds from Captain Cook to the Gold Rush》. New York: Oxford University Press. ISBN 978-0-19-991495-1.
- Jones, Eric, Lionel Frost, and Colin White. Coming Full Circle: An Economic History of the Pacific Rim (Westview Press, 1993)
- Lower, J. Arthur (1978). 《Ocean of Destiny: A Concise History of the North Pacific, 1500–1978》. Vancouver: 브리티시컬럼비아 대학교 출판부. ISBN 978-0-7748-0101-0.
- Napier, W.; Gilbert, J.; Holland, J. (1973). 《Pacific Voyages》. Garden City, NY: Doubleday. ISBN 978-0-385-04335-9.
- Nunn, Patrick D. (1998). 《Pacific Island Landscapes: Landscape and Geological Development of Southwest Pacific Islands, Especially Fiji, Samoa and Tonga》. editorips@usp.ac.fj. ISBN 978-982-02-0129-3.
- Oliver, Douglas L. (1989). 《The Pacific Islands》 3판. Honolulu: University of Hawaii Press. ISBN 978-0-8248-1233-1.
- Paine, Lincoln. The Sea and Civilization: A Maritime History of the World (2015).
- Ridgell, Reilly (1988). 《Pacific Nations and Territories: The Islands of Micronesia, Melanesia, and Polynesia》 2판. Honolulu: Bess Press. ISBN 978-0-935848-50-2.
- Samson, Jane. British imperial strategies in the Pacific, 1750–1900 (Ashgate Publishing, 2003).
- Soule, Gardner (1970). 《The Greatest Depths: Probing the Seas to 20,000 피트 (6,100 m) and Below》. Philadelphia: Macrae Smith. ISBN 978-0-8255-8350-6.
- Spate, O.H.K. (1988). 《Paradise Found and Lost》. Minneapolis: 미네소타 대학교 출판부. ISBN 978-0-8166-1715-9.
- Terrell, John (1986). 《Prehistory in the Pacific Islands: A Study of Variation in Language, Customs, and Human Biology》. Cambridge: Cambridge University Press. ISBN 978-0-521-30604-1.

### 역사학
- Calder, Alex, et al. eds. Voyages and Beaches: Pacific Encounters, 1769–1840 (U of Hawai'i Press, 1999)
- Davidson, James Wightman. "Problems of Pacific history." Journal of Pacific History 1#1 (1966): 5–21.
- Dickson, Henry Newton (1911). 〈Pacific Ocean〉. 《브리태니커 백과사전》 20 11판. 434–441쪽.
- Dirlik, Arif. "The Asia-Pacific Idea: Reality and Representation in the Invention of a Regional Structure", Journal of World History 3#1 (1992): 55–79.
- Dixon, Chris, and David Drakakis-Smith. "The Pacific Asian Region: Myth or Reality?" Geografiska Annaler: Series B, Human Geography 77#@ (1995): 75+
- Dodge, Ernest S. New England and the South Seas (Harvard UP, 1965).
- Flynn, Dennis O., Arturo Giráldez, and James Sobredo, eds. Studies in Pacific History: Economics, Politics, and Migration (Ashgate, 2002).
- Gulliver, Katrina. "Finding the Pacific world." Journal of World History 22#1 (2011): 83–100. online
- Korhonen, Pekka. "The Pacific Age in World History", Journal of World History 7#1 (1996): 41–70.
- Munro, Doug. The Ivory Tower and Beyond: Participant Historians of the Pacific (Cambridge Scholars Publishing, 2009).
- "Recent Literature in Discovery History." Terrae Incognitae, annual feature in January issue since 1979; comprehensive listing of new books and articles.
- Routledge, David. "Pacific history as seen from the Pacific Islands." Pacific Studies 8#2 (1985): 81+ online
- Samson, Jane. "Pacific/Oceanic History" in Boyd, Kelly, 편집. (1999). 《Encyclopedia of Historians and Historical Writing vol 2》. Taylor & Francis. 901–902쪽. ISBN 978-1-884964-33-6.
- Stillman, Amy Ku'uleialoha. "Pacific-ing Asian Pacific American History", Journal of Asian American Studies 7#3 (2004): 241–270.